# Louis Barbotin (architecte)
Pour les articles homonymes, voir Louis Barbotin et Barbotin (homonymie).
 (mai 2018).
Si vous disposez d'ouvrages ou d'articles de référence ou si vous connaissez des sites web de qualité traitant du thème abordé ici, merci de compléter l'article en donnant les références utiles à sa vérifiabilité et en les liant à la section « Notes et références ».
Louis Joseph Barbotin, né le 22 mars 1852 à Croix et mort le 30 novembre 1914 à Roubaix, est un architecte français.

## Biographie
Après sa formation d’ingénieur civil de l'Institut industriel du Nord (École centrale de Lille), il poursuit ses études à l'école nationale des Beaux-Arts à Paris. Il y est élève de Louis-Jules André, promotion 1872.
Il revient s'installer comme architecte à Roubaix vers 1880. Il travaille dans un premier temps avec son père Émile Barbotin, géomètre à la Ville de Roubaix.
Son œuvre majeure, cosignée avec son père, est l'hospice Barbieux à Roubaix.
Il devient membre de la Société des Architectes du Nord en 1892. Il en sera président pour l'année 1910-1911.
Il est le père de Jacques Barbotin (1886-1935) qui, comme lui, sera architecte à Roubaix après ses études à l’École Nationale des Beaux-Arts. Jacques Barbotin est l'auteur de « L'habitation flamande », édité par Ch. Massin et Cie en 1927.

## Réalisations notables
- 1890-1894 : hospice Barbieux, maintenant centre médical Barbieux[2]
- 1907-1909 : hôtel des pompiers de Roubaix, détruit en 1985[3]
- 1911 : village flamand de l'Exposition internationale de Roubaix avec l'aide de son fils Jacques[4]
- Vers 1912 : hôtel particulier « Au Paravent », 77 rue Vauban à Roubaix